# زنبور درودگر خاوری
زنبور درودگر خاوری (نام علمی: Xylocopa nasalis) نام یک گونه از سرده زنبور درودگر است.